# Il tuo ultimo sguardo
Il tuo ultimo sguardo (The Last Face) è un film del 2016 diretto da Sean Penn.

## Trama
Un medico umanitario e la direttrice di una ONG si incontrano e si innamorano in Liberia, devastata dalla guerra civile. Entrambi mettono corpo e anima nella loro missione, ma, avendo visioni completamente differenti sulle politiche da adottare per risolvere i conflitti in corso, questo può compromettere la loro storia d'amore.

## Produzione
Ad aprile 2014 è stato annunciato che Sean Penn avrebbe diretto il film, con protagonisti Charlize Theron e Javier Bardem. Inizialmente i protagonisti dovevano essere Ryan Gosling e Robin Wright, con Erin Dignam alla regia, rimasta poi in veste di sceneggiatrice. Il film segna l'esordio come attore di Hopper Penn, figlio di Sean Penn e Robin Wright.
Le riprese sono iniziate ad agosto 2014 a Città del Capo.

## Distribuzione
Il film è stato presentato in anteprima e in concorso il 20 maggio al Festival di Cannes 2016 e distribuito nelle sale italiane il 29 giugno 2017. Le critiche della stampa internazionale sono state generalmente negative.

## Riconoscimenti
- 2016 - Festival di Cannes
  - In competizione per la Palma d'oro